# Koniskós
Koniskós är en ort i Grekland.   Den ligger i prefekturen Trikala och regionen Thessalien, i den centrala delen av landet, 260 km nordväst om huvudstaden Aten. Koniskós ligger 959 meter över havet och antalet invånare är 195.
Terrängen runt Koniskós är kuperad. Runt Koniskós är det mycket glesbefolkat, med 6 invånare per kvadratkilometer. Närmaste större samhälle är Kalampáka, 16,9 km sydväst om Koniskós. Omgivningarna runt Koniskós är en mosaik av jordbruksmark och naturlig växtlighet.